# 普莱特斯海姆
普莱特斯海姆是德国莱茵兰-普法尔茨州的一个市镇。总面积2.32平方公里，总人口338人，其中男性172人，女性166人（2011年12月31日），人口密度146人/平方公里。